# Championnats de France de natation en petit bassin 2004
Navigation
Chalon-sur-Saône 2005
Les Championnats de France de natation en petit bassin 2004 se tiennent du 14 au 16 janvier 2005 à Dunkerque. 
C’est la 1re édition  de ces championnats, à la suite de leur rétablissement après une absence de 32 années et les derniers organisés à Rouen, du 24 au 26 mars 1972.
À cette occasion, 32 épreuves sont organisées, à parfaite parité entre les femmes et les hommes, disputées par 388 nageurs (214 hommes et 174 femmes), issus de 127 clubs et remportées par 11 nageurs et 10 nageuses.

## Bilan
Les 4 médaillés des derniers Jeux olympiques, Laure Manaudou, Malia Metella, Solenne Figuès et Hugues Duboscq ont répondu présents et ont remporté 11 des 32 titres en jeu, dont 5 pour la chef de file de la natation française, Laure Manaudou et un triplé pour le spécialiste de la brasse, Hugues Duboscq.
Un 2e triplé est réalisé par Romain Barnier (100 m nage libre, 50 et 100 m papillon), tandis que Anne-Sophie Le Paranthoën, Malia Metella et Matthieu Madelaine empoche 2 titres, respectivement, aux 50 et 100 m brasse, 50 m nage libre et 50 m papillon, 200 et 400 m nage libre. Quant à Franck Esposito, à près de 34 ans, il reste le maître du 200 m papillon.
Ces championnats ont vu l'émergence d'Esther Baron au 200 m dos, qui bat le seul record de France de ce rendez-vous dunkerquois et du sprinter Alain Bernard au 50 m nage libre. Outre ces 2 nageurs, 6 garçons, Sébastien Bodet, Xavier Leprêtre, Matthieu Madelaine, Nicolas Miquelestorena, Olivier Saminadin, Christophe Soulier et 2 filles, Sarah Bey, Elsa N'Guessan, remportent leur 1er titre de champion de France.

## Record de France
| Date            | Épreuve   | Nouveau détenteur | Nouveau temps | Ancien détenteur | Ancien temps  | Date             |
| 14 janvier 2005 | 200 m dos | Esther Baron      | 2 min 07 s 85 | Alexandra Putra  | 2 min 08 s 04 | 12 décembre 2004 |

## Podiums

### Hommes
| Épreuves   | Or                                       | Or                | Argent                                      | Argent         | Bronze                                      | Bronze         |
| ---------- | ---------------------------------------- | ----------------- | ------------------------------------------- | -------------- | ------------------------------------------- | -------------- |
| Nage libre |                                          |                   |                                             |                |                                             |                |
| 50 m       | Alain Bernard CN Marseille               | 21 s 59 RC        | Romain Barnier CN Antibes                   | 21 s 99        | Fabien Gilot Vikings de Rouen               | 22 s 27        |
| 100 m      | Romain Barnier CN Antibes                | 48 s 35 RC        | Alain Bernard CN Marseille                  | 48 s 42        | Fabien Gilot Vikings de Rouen               | 48 s 76        |
| 200 m      | Matthieu Madelaine CN Antibes            | 1 min 46 s 33 RC  | Fabien Gilot Vikings de Rouen               | 1 min 47 s 53  | Sébastien Bodet Vikings de Rouen            | 1 min 48 s 19  |
| 400 m      | Matthieu Madelaine CN Antibes            | 3 min 50 s 71 RC  | Julien Codevelle Dunkerque Natation         | 3 min 51 s 30  | Guillaume Pierret AAS Sarcelles Natation 95 | 3 min 53 s 98  |
| 1 500 m    | Xavier Leprêtre Dunkerque Natation       | 15 min 21 s 17 RC | Guillaume Pierret AAS Sarcelles Natation 95 | 15 min 26 s 51 | Julien Codevelle Dunkerque Natation         | 15 min 27 s 21 |
| Papillon   |                                          |                   |                                             |                |                                             |                |
| 50 m       | Romain Barnier CN Antibes                | 23 s 75 RC        | Antoine Galavtine RCF/ASPTT Paris           | 23 s 96        | Jonathan Portès CN Marseille                | 24 s 73        |
| 100 m      | Romain Barnier CN Antibes                | 51 s 86 RC        | Antoine Galavtine RCF/ASPTT Paris           | 53 s 64        | Christophe Lebon CN Antibes                 | 54 s 21        |
| 200 m      | Franck Esposito CN Antibes               | 1 min 53 s 40 RC  | Christophe Lebon CN Antibes                 | 1 min 58 s 83  | Romain Sassot CN Chalon-sur-Saône           | 1 min 59 s 29  |
| Dos        |                                          |                   |                                             |                |                                             |                |
| 50 m       | Sébastien Bodet Vikings de Rouen         | 26 s 09 RC        | Alister Leteissier SFO Courbevoie           | 26 s 36        | Marc-Antoine Raumel CN Chalon-sur-Saône     | 26 s 40        |
| 100 m      | Christophe Soulier Montpellier ANUC      | 56 s 16 RC        | Grégory Mallet US Talence                   | 56 s 39        | Joris Hustache CN Chalon-sur-Saône          | 56 s 66        |
| 200 m      | Joanes Hedel Dunkerque Natation          | 2 min 01 s 46 RC  | Jérôme Farouze Dauphins du TOEC             | 2 min 02 s     | Frédéric Eljaszewicz CN Le Havre            | 2 min 03 s 32  |
| Brasse     |                                          |                   |                                             |                |                                             |                |
| 50 m       | Hugues Duboscq CN Le Havre               | 27 s 48 RC        | Nicolas Canivet Lyon Natation               | 28 s 07        | Christophe Pithon ES Vitry                  | 28 s 36        |
| 100 m      | Hugues Duboscq CN Le Havre               | 59 s 30 RC        | Nicolas Miquelestorena ES Massy Natation    | 1 min 01 s 17  | Marc Lafosse Girondins de Bordeaux          | 1 min 01 s 41  |
| 200 m      | Hugues Duboscq CN Le Havre               | 2 min 10 s 14 RC  | Christophe Richard Cergy-Pontoise Natation  | 2 min 12 s 18  | Fabien Horth Aqua Club Pontault-Roissy      | 2 min 12 s 29  |
| 4 nages    |                                          |                   |                                             |                |                                             |                |
| 200 m      | Nicolas Miquelestorena ES Massy Natation | 2 min 02 s 39     | Joanes Hedel Dunkerque Natation             | 2 min 02 s 41  | Olivier Saminadin Canet 66 Natation         | 2 min 03 s 12  |
| 400 m      | Olivier Saminadin Canet 66 Natation      | 4 min 18 s 50 RC  | Batiste Levaillant CS Clichy 92             | 4 min 18 s 58  | Pierre Henri CN Melun-Dammarie              | 4 min 22 s 02  |

### Femmes
| Épreuves   | Or                                     | Or               | Argent                                          | Argent        | Bronze                                                        | Bronze        |
| ---------- | -------------------------------------- | ---------------- | ----------------------------------------------- | ------------- | ------------------------------------------------------------- | ------------- |
| Nage libre |                                        |                  |                                                 |               |                                                               |               |
| 50 m       | Malia Metella USLM Pacoussines-Cayenne | 24 s 75 RC       | Magali Monchaux Dauphins du TOEC                | 25 s 94       | Elsa N'Guessan SPN Poitiers                                   | 25 s 95       |
| 100 m      | Elsa N'Guessan SPN Poitiers            | 55 s 28 RC       | Magali Monchaux Dauphins du TOEC                | 55 s 86       | Angela Tavernier CS Clichy 92                                 | 56 s 52       |
| 200 m      | Solenne Figuès Dauphins du TOEC        | 1 min 56 s 26 RC | Coralie Balmy Dauphins du TOEC                  | 1 min 59 s 38 | Sophie Huber CN Sarreguemines                                 | 1 min 59 s 57 |
| 400 m      | Laure Manaudou CN Melun-Dammarie       | 4 min 04 s 36 RC | Coralie Balmy Dauphins du TOEC                  | 4 min 08 s 37 | Esther Baron CN Melun-Dammarie                                | 4 min 12 s 94 |
| 800 m      | Laure Manaudou CN Melun-Dammarie       | 8 min 26 s 79 RC | Sophie Huber CN Sarreguemines                   | 8 min 30 s 42 | Charlène Neufcœur Charleville-Mézières Natation               | 8 min 46 s 53 |
| Papillon   |                                        |                  |                                                 |               |                                                               |               |
| 50 m       | Malia Metella USLM Pacoussines-Cayenne | 26 s 76 RC       | Diane Bui-Duyet CN Melun-Dammarie               | 26 s 84       | Magali Monchaux Dauphins du TOEC                              | 27 s 84       |
| 100 m      | Diane Bui-Duyet CN Melun-Dammarie      | 58 s 45 RC       | Fanny Leclercq CN Antibes                       | 1 min 01 s 39 | Meriem Meddeb Bordeaux EC                                     | 1 min 03 s 48 |
| 200 m      | Sarah Bey CN Chalon-sur-Saône          | 2 min 14 s 88 RC | Meriem Meddeb Bordeaux EC                       | 2 min 18 s 30 | Charlotte Bard NC Échirolles Cindy Gonet VS Ozoir-la-Ferrière | 2 min 19 s 21 |
| Dos        |                                        |                  |                                                 |               |                                                               |               |
| 50 m       | Laure Manaudou CN Melun Val de Seine   | 28 s 51 RC       | Émilie Joron AMSL Fréjus                        | 29 s 47       | Fanny Leclercq CN Antibes                                     | 29 s 72       |
| 100 m      | Laure Manaudou CN Melun Val de Seine   | 59 s 66 RC       | Esther Baron CN Melun Val de Seine              | 1 min 00 s 98 | Émilie Joron AMSL Fréjus                                      | 1 min 02 s 58 |
| 200 m      | Esther Baron CN Melun Val de Seine     | 2 min 07 s 85 RF | Céline Cartiaux Amiens Natation                 | 2 min 13 s 12 | Émilie Joron AMSL Fréjus                                      | 2 min 14 s 90 |
| Brasse     |                                        |                  |                                                 |               |                                                               |               |
| 50 m       | Anne-Sophie Le Paranthoën CS Clichy 92 | 32 s 04 RC       | Delphine Leprest CN Melun Val de Seine          | 32 s 29       | Audrey Beal-Cleuziou Lyon Natation                            | 33 s 36       |
| 100 m      | Anne-Sophie Le Paranthoën CS Clichy 92 | 1 min 09 s 27 RC | Delphine Leprest CN Melun Val de Seine          | 1 min 10 s 04 | Marjorie Distel CN Melun Val de Seine                         | 1 min 10 s 14 |
| 200 m      | Marjorie Distel CN Melun Val de Seine  | 2 min 28 s 72 RC | Anne-Sophie Le Paranthoën CS Clichy 92          | 2 min 28 s 97 | Coralie Dobral RCF/ASPTT Paris                                | 2 min 31 s 01 |
| 4 nages    |                                        |                  |                                                 |               |                                                               |               |
| 200 m      | Laure Manaudou CN Melun Val de Seine   | 2 min 14 s 20    | Anne-Sophie Le Paranthoën CS Clichy 92          | 2 min 16 s 54 | Charlène Neufcœur Charleville-Mézières Natation               | 2 min 18 s 10 |
| 400 m      | Céline Cartiaux Amiens Natation        | 4 min 41 s 30 RC | Charlène Neufcœur Charleville-Mézières Natation | 4 min 45 s 07 | Marjorie Distel CN Melun Val de Seine                         | 4 min 46 s 92 |

Légendes : RF : record de France - RC : record des championnats